# Вибори до Кіровоградської обласної ради 2010
Вибори до Кіровоградської обласної ради 2010 — вибори до Кіровоградської обласної ради, що відбулися 31 жовтня 2010 року. Вибори пройшли за змішаною системою.

## Результати виборів

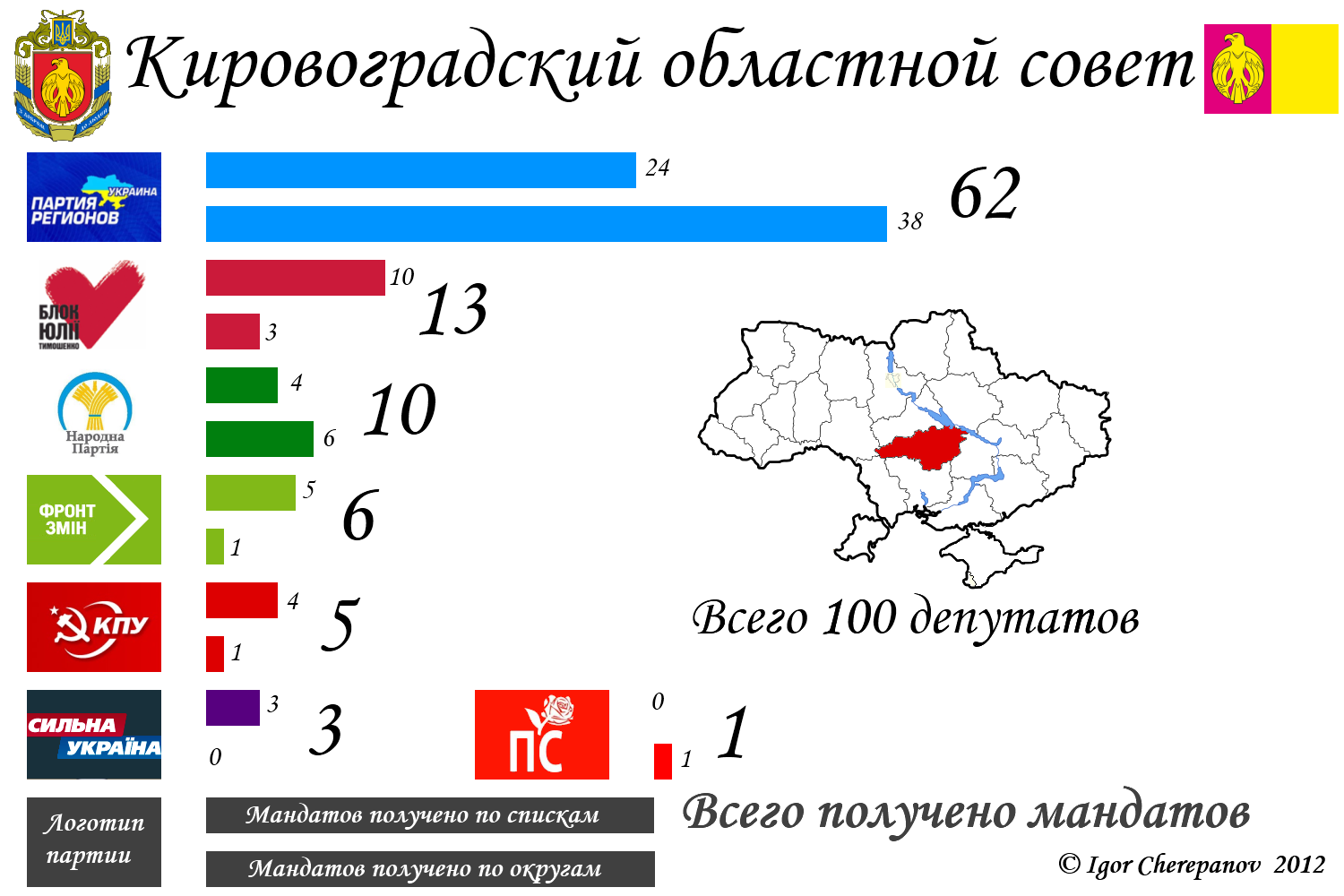
Результати виборів до Кіровоградської обласної ради

### Голосування за списки партій
| №  | Партія чи блок                            | Голосів «За» | У %   | +/- відсотків у порівнянні з попередніми виборами | Місць |
| -- | ----------------------------------------- | ------------ | ----- | ------------------------------------------------- | ----- |
| 1  | Партія регіонів                           | 125821       | 33,99 | +21,22%                                           | 24    |
| 2  | ВО «Батьківщина»                          | 53002        | 14,32 | -16,76                                            | 10    |
| 3  | Фронт Змін                                | 23373        | 6,42  |                                                   | 5     |
| 4  | Комуністична партія України               | 21160        | 5,72  | +2,16                                             | 4     |
| 5  | Народна партія                            | 20051        | 5,42  | -1,94                                             | 4     |
| 6  | Сильна Україна                            | 13447        | 3,63  |                                                   | 3     |
| 7  | УДАР                                      | 8565         | 2,31  |                                                   | 0     |
| 8  | Соціалістична партія України              | 8217         | 2,22  | -4,58                                             | 0     |
| 9  | Єдиний центр                              | 5372         | 1,45  |                                                   | 0     |
| 10 | ВО «Свобода»                              | 5273         | 1,42  |                                                   | 0     |
| 11 | Селянська партія України                  | 4740         | 1,28  |                                                   | 0     |
| 12 | Нова політика                             | 3100         | 0,84  |                                                   | 0     |
| 13 | Партія промисловців і підприємців України | 3028         | 0,82  |                                                   | 0     |
| 14 | Справедливість                            | 2575         | 0,70  |                                                   | 0     |
| 15 | Зелені                                    | 2496         | 0,67  |                                                   | 0     |
| 16 | Українська народна партія                 | 2393         | 0,65  |                                                   | 0     |
| 17 | Партія зелених України                    | 2177         | 0,59  |                                                   | 0     |
| 18 | Аграрна партія України                    | 2029         | 0,55  |                                                   | 0     |
| 19 | Християнсько-демократична партія України  | 1816         | 0,49  |                                                   | 0     |
| 20 | Нова сила                                 | 1542         | 0,42  |                                                   | 0     |
| 21 | Партія захисників Вітчизни                | 1522         | 0,41  |                                                   | 0     |
| 22 | Союз лівих сил                            | 1516         | 0,41  |                                                   | 0     |
| 23 | Громадянська позиція                      | 1353         | 0,37  |                                                   | 0     |
| 24 | Українська соціал-демократична партія     | 1197         | 0,32  |                                                   | 0     |
|    | Проти всіх                                | 40611        | 10,97 | +6,71                                             | —     |
|    | Недійсні бюлетені                         | 13379        | 3,61  | —                                                 | —     |
|    | В цілому (явка 47,02%)                    | 370155       | 100%  |                                                   |       |

### Одномандатні округи
| № | Партія                      | Здобуто місць |
| - | --------------------------- | ------------- |
| 1 | Партія Регіонів             | 38            |
| 2 | Народна партія              | 6             |
| 3 | ВО «Батьківщина»            | 3             |
| 4 | Фронт Змін                  | 1             |
| 5 | Комуністична партія України | 1             |
| 6 | Справедливість              | 1             |

### Загальні підсумки здобутих партіями місць
| № | Партія           | Здобуто місць |
| - | ---------------- | ------------- |
| 1 | Партія Регіонів  | 61            |
| 2 | ВО «Батьківщина» | 14            |
| 3 | Народна партія   | 10            |
| 4 | Фронт Змін       | 6             |
| 5 | КПУ              | 5             |
| 6 | Сильна Україна   | 3             |
| 7 | Справедливість   | 1             |